# Pokój 203
Pokój 203 è il terzo album di studio della cantante pop polacca Kasia Cerekwicka. Il CD ha venduto circa 26 000 copie in Polonia ed è stato certificato disco d'oro. Da esso sono stati pubblicati sei singoli.

## Tracce
1. "Kasia Cerekiwcka" (Intro) – 3:37
2. "S.O.S." – 3:26
3. "Zostań" – 3:10
4. "Dylemat" – 3:09
5. "Dzięki Tobie" – 3:41
6. "Broken Heart" – 4:03
7. "Przyjaciółka" – 2:59
8. "Tylko raz" – 3:41
9. "Jedno słowo" – 3:56
10. "Kameleon" – 3:57
11. "Nie potrzebuję Ciebie" – 3:29
12. "Sekret" – 3:59
13. "Pluszowy miś" – 4:30
14. "Ostatni raz płaczę" – 3:16

## Classifiche
| Classifica (2007) | Posizione massima |
| ----------------- | ----------------- |
| Polonia           | 6                 |